# Camponotus mengei
Camponotus mengei é uma espécie de inseto do gênero Camponotus, pertencente à família Formicidae.